# Anna (Illinois)
Anna è un comune degli Stati Uniti d'America, situato in Illinois, nella Contea di Union.